# Альвтеген, Карин
Карин Альвтеген (швед. Karin Alvtegen; род. 8 июня 1965, Хускварна, Швеция) — шведская писательница, работающая в детективном жанре. Действие психологических триллеров Альвтеген обычно происходит в Швеции. На русский были переведены четыре её романа: «Утрата» («Wanted» в издании 2005 года; швед. Saknad), «Предательство» (швед. Svek), «Стыд» (швед. Skam) и «Тень» (Skugga).
Второй роман Альвтеген, «Утрата», был награждён ведущей скандинавской премией в области детективной литературы Стеклянный ключ в 2001 году. В 2009 году, после выхода американского издания, роман был номинирован на Премию Эдгара Аллана По за лучший роман. В 2006 году роман послужил основой для телевизионного сериала «Missing», режиссёром которого стал Йен Мэдден.
Роман Альвтеген 2005 года «Стыд» вошел в шорт-лист премии за лучший детективный роман, переведённый на английский язык, Duncan Lawrie International Dagger, вручаемой британской Ассоциацией писателей-криминалистов.
В 2013 году Альвтеген заболела тем, что позже было диагностировано как миалгический энцефаломиелит/синдром хронической усталости (ME/CFS), что, по сути, лишило ее возможности писать. В июне 2019 года Альвтеген объявила, что станет амбассадором фонда «Открытая медицина», организации, финансирующей исследования в области ME/CFS.
Карин Альвтеген — внучатая племянница детской писательницы Астрид Линдгрен.

### Романы
- Skuld (1998)
- Saknad (2000)
- Svek (2003)
- Skam (2005)
- Skugga (2007)
- En sannolik historia (2010)
- Fjärilseffekten (2013)

### Сценарии
- Hotet (2004)

### Русскоязычные издания
- Карин Альвтеген. Wanted = Saknad. — Лимбус Пресс, 2005. — (Лимбус Лайт). — ISBN 5-8370-0394-0.
- Карин Альвтеген. Утрата = Saknad. — Иностранка, 2012. — ISBN 978-5-389-03593-5.
- Карин Альвтеген. Предательство = Svek. — Иностранка, 2012. — ISBN 978-5-389-04424-1.
- Карин Альвтеген. Стыд = Skam. — Иностранка, 2012. — ISBN 978-5-389-03269-9.
- Карин Альвтеген Тень = Skugga. — Иностранка, 2013. — ISBN 978-5-389-05944-3
- Карин Альвтеген. Эффект бабочки. = Fjärilseffekten. — ИД Городец, 2021. ISBN 978-5-907220-99-7